# Yurihonjō
Yurihonjō (由利本荘市, Yurihonjō-shi) est une ville située dans la préfecture d'Akita, au Japon.

## Géographie

### Situation
Yurihonjō est située dans le sud-ouest de la préfecture d'Akita.

### Démographie
En avril 2021, la population de la ville de Yurihonjō était de 74 462 habitants répartis sur une superficie de 1 209,59 km2.

### Hydrographie
Le fleuve Koyoshi traverse Yurihonjō, avant de se jeter dans la mer du Japon à l'ouest de la ville.

## Histoire
La ville de Yurihonjō a été créée en 2005 de la fusion de l'ancienne ville de Honjō avec les anciens bourgs de Chōkai, Higashiyuri, Iwaki, Nishime, Ōuchi, Yashima et Yuri. 

## Transports
La ville est desservie par la ligne principale Uetsu de la JR East et la ligne Chōkai Sanroku de la Yuri Kōgen Railway. La gare d'Ugo-Honjō est la principale gare de la ville.

## Jumelages
Yurihonjō est jumelée avec :
- Vác (Hongrie)
- Wuxi (Chine)
- Yangsan (Corée du Sud)